# 龙溪镇 (余庆县)
龙溪镇，是中华人民共和国贵州省遵义市余庆县下辖的一个乡镇级行政单位。

## 行政区划
龙溪镇下辖以下地区：
龙溪社区、红军村、田坝村、芝州村、苏羊村、平场村、木叶顶村和小河村。